# FK Bjelopoljac Potoci
FK Bjelopoljac je bosanskohercegovački nogometni klub iz Potoka (Bijelo Polje) kod Mostara.

## Povijest
Klub je osnovan 1947. godine.
Svečanom akademijom u prostoru Kulturnog centra Potoci obilježena je 2017. sedamdeseta godišnjica postojanja. U sezoni 2016./17. Bjelopoljac je osvojio županijski kup HNŽ-a.
U sezoni 2017./18. osvojili su 1. županijsku ligu HNŽ-a te ostvarili plasman u Drugu ligu FBiH – Jug gdje su se tijekom 2000-ih već natjecali. Nakon nekoliko sezona među drugoligašima ponovno ispadaju u županijsku ligu u sezoni 2021./22. 

## Pregled plasmana po sezonama
| Sezona    | Rang | Liga                   | Plasman | Izvori |
| --------- | ---- | ---------------------- | ------- | ------ |
| 2016./17. | IV.  | 1. županijska liga HNŽ | 8.      | [ 4 ]  |
| 2017./18. | IV.  | 1. županijska liga HNŽ | 1. ↑    | [ 5 ]  |
| 2018./19. | III. | Druga liga FBiH – Jug  | 8.      | [ 6 ]  |
| 2019./20. | III. | Druga liga FBiH – Jug  | 9.      | [ 7 ]  |
| 2020./21. | III. | Druga liga FBiH – Jug  | 12.     | [ 8 ]  |
| 2021./22. | III. | Druga liga FBiH – Jug  | 14. ↓   | [ 9 ]  |
| 2022./23. | IV.  | 1. županijska liga HNŽ | 4.      | [ 10 ] |
| 2023./24. | IV.  | 1. županijska liga HNŽ | 2.      | [ 11 ] |
| 2024./25. | IV.  | 1. županijska liga HNŽ | –       |        |